# My Krazy Life
Albums de YG
Blame It on the Streets
(2014)
Singles
1. My Nigga
Sortie : 17 septembre 2013
2. Left, Right
Sortie : 10 décembre 2013
3. Who Do You Love?
Sortie : 11 février 2014
4. Do it to Ya
Sortie : 2 septembre 2014

My Krazy Life est le premier album studio d'YG, sorti le 18 mars 2014.

## Contexte et Création
Après avoir passé plusieurs mois en prison pour cambriolage, YG commence sérieusement le rap et attire l'attention de maisons de disques. Il signe finalement un contrat avec Def Jam. Sa notoriété est grandissante grâce, notamment, à son single Toot It and Boot It avec Ty Dolla Sign, il enchaîne ensuite les mixtapes et les collaborations avec des rappeurs prestigieux comme Yo Gotti, Jeezy, Meek Mill ou encore Dom Kennedy. Dans le même temps, son ami DJ Mustard explose en termes de notoriété, grâce à ses productions novatrices distillées à d'autres rappeurs comme Tyga, Game et Kid Ink. Les ingrédients sont donc réunis pour sortir son premier album grandement composé et produit par son compère DJ Mustard.
L'album est d'abord titré Freshman on Campus, mais YG décide de le changer en I'm From Bompton, en référence à sa ville d'origine Compton en remplaçant le « C » par un « B », comme il est de coutume chez les membres du gang des Bloods, en signe de dédain envers le gang rival des Crips. Le titre de l'album est changé une dernière fois et devient My Krazy Life, car l'album raconte une journée folle d'YG dans les rues de Compton.
YG dit avoir été énormément influencé par sa ville, Compton, et la noirceur de ses rues, ainsi que par plusieurs autres artistes comme Kendrick Lamar, 2 Pac, Dr. Dre, Snoop Dogg et DJ Quik. Il cite également parmi ses influences les albums Doggystyle de Snoop Dogg et The Chronic de Dr. Dre.
My Krazy Life a pour producteurs exécutifs Jeezy et YG lui-même, les pistes sont produites en grande partie par son ami DJ Mustard, ainsi que par Mike Free, Terrace Martin, Ty Dolla Sign et Metro Boomin.

## Contenu
My Krazy Life raconte la vie de YG dans les rues de sa ville natale, Compton. L'album peut se décomposer en trois parties, celle où il représente sa ville, son quartier et laisse ressortir son côté gangsta (BPT, Bicken Back Being Bool, My Nigga, Meet the Flockers), mais aussi ses relations avec les femmes (Me & My Bitch, Do it to Ya). La fin de l'album est plus introspective, notamment le morceau Sorry Momma. La façon dont l'histoire est racontée, rappelle un autre album, Good Kid, m.A.A.d City, du rappeur Kendrick Lamar. On peut donc synthétiser l'album en une introduction, qui est une journée classique dans Compton (BPT, I Just Wanna Party) avec comme point d'orgue la fête (Left, Right), le côté gang bangin' avec Bicken Back Being Bool et Meet the Flockers et enfin l’épilogue avec l'arrestation dYG (1 AM, Thank God, Sorry Momma).
La couverture de l'album représente un mug shot d'YG, probablement en référence à la fin de l'album.
L'album contient plusieurs interludes, notamment à la fin des morceaux, ce qui aide à la narration de l'album et pour l'auditeur à la compréhension. Pour cet opus, YG a fait appel à plusieurs membres de son label Pushaz Ink. Ainsi on y retrouve TeeCee4800, Ty Dolla Sign, Charley Hood, Reem Riches, RJ et Slim 400. Le morceau Thank God est particulier car le chanteur crédité Big TC, qui est le frère de Ty Dolla Sign, est actuellement emprisonné pour homicide duquel il se dit innocent et pour lequel il risque la prison à vie. Big TC s'est filmé en prison chantant Thank God, DJ Mustard a montré la vidéo à YG sur YouTube qui a alors décidé de l'inclure sur My Krazy Life.

## Réception
L'album a été très bien reçu par la critique, sur Metacritic l'album a reçu 80/100. Le magazine Spin a décrit My Krazy Life comme « un récit riche, tortueux mais finalement très moral », le comparant avec à Good Kid, m.A.A.d City de Kendrick Lamar, titrant même sa chronique par un « YG et DJ Mustard réalisent un chef-d'œuvre de la Ratchet Music ». Les critiques saluent à la quasi-unanimité la richesse de l'album, saluant aussi le retour du rap de Los Angeles au premier plan.
My Krazy Life débute à la deuxième place Billboard 200 et s'écoule à 61 000 exemplaires la première semaine aux États-Unis. Au 7 décembre 2014, 174 000 copies de l'album ont été vendues aux États-Unis.
Le magazine Complex l'a placé à la 2e place des « meilleurs albums hip-hop de 2014». Le magazine Spin, classe My Krazy Life en 18e position dans son classement des « meilleurs albums de l'année 2014  ».
Le premier single de l'album, My Nigga, produit par DJ Mustard, connaît un énorme succès commercial se classant à la 19e position du Billboard Hot 100, s’écoulant à plus d'un million d'exemplaires. My Nigga devient ainsi disque de platine, le premier pour le rappeur. Le clip de My Nigga contient des apparitions, entre autres, de Jeezy, Kid Ink et Rich Homie Quan. Un remix sort quelques mois plus tard avec comme invités Nicki Minaj, Meek Mill et Lil Wayne.
Le second single, Left, Right, également produit par DJ Mustard, sort officiellement le 10 décembre 2014. Le clip sort le 29 janvier 2014 avec des apparitions de TeeCee4800, DJ Mustard, Dom Kennedy, Nipsey Hussle et Jeezy. Le troisième single, Who Do You Love?, sorti le 20 février 2014 en collaboration avec Drake, est un succès et est certifié platine le 25 novembre 2014.

## Liste des titres
| No  | Titre | Auteur | Contient un (des) sample(s) de                                                                      | Durée |
| --- | --- | --- | --------------------------------------------------------------------------------------------------- | ----- |
| 1.  | Momma Speech Intro                                                                                                 | Shonee Jackson | | 0:15  |
| 2.  | BPT (Produit par DJ Mustard)                                                                                       | Keenon « YG » Jackson, Dijon DJ Mustard McFarlane, Brandon Moore | Let You Havit de DJ Quik                                                                            | 2:08  |
| 3.  | I Just Wanna Party (Produit par DJ Mustard)                                                                        | Jackson, McFarlane, Quincy « Schoolboy Q » Hanley, Johnny « Jay Rock » McKinzie | I'm Good de YG                                                                                      | 3:32  |
| 4.  | Left Right (Produit par DJ Mustard)                                                                                | Jackson, McFarlane | | 3:52  |
| 5.  | Bicken Back Being Bool (Produit par DJ Mustard)                                                                    | Jackson, McFarlane | | 3:57  |
| 6.  | Meet the Flockers (featuring TeeCee4800 – Produit par Mike Free)                                                   | Jackson, McFarlane, Mikely Adam, Marquise Newman | The Man Right Chea de Mystikal                                                                      | 2:03  |
| 7.  | My Nigga (featuring Jeezy et Rich Homie Quan – Produit par DJ Mustard et Adam (add.))                              | Jackson, McFarlane, Adam, Jay Jenkins, Dequantes Lamar, Calvin Broadus, Awood Johnson, Craig Lawson, Corey Miller                                                                        | Down for my Niggaz de C Murder featuring Snoop Dogg et Magic The Sky Is the Limit de Lil Wayne      | 3:55  |
| 8.  | Do it to Ya (featuring TeeFlii – Produit par DJ Mustard & C-Ballin)                                                | Jackson, McFarlane, Christian Jones, Delmar Arnaud, Broadus, Ricardo Brown, Cynthia Calhoun, Nathaniel Hale, Michel'le Toussaint, Luther Campbell, David Hobbs, Mark Ross, Chris Wongwon | Let's Play House de Tha Dogg Pound featuring Michel'le et Nate Dogg Face Down Ass Up de 2 Live Crew | 4:25  |
| 9.  | Me & My Bitch (featuring Tory Lanez – Produit par B Wheezy et Terrace Martin (add.))                               | Jackson, Brandon Whitfield, Brooks Daystar Peterson | | 3:31  |
| 10. | Who Do You Love? (featuring Drake – Produit par DJ Mustard)                                                        | Jackson, McFarlane, Aubrey Graham, Anthony Forté, William Bell, Booker T. Jones | Playaz Club de Rappin' 4-Tay                                                                        | 3:53  |
| 11. | Really Be (Smokin N Drinkin) (featuring Kendrick Lamar – Produit par Ty Dolla Sign, Chordz, Terrace Martin (add.)) | Jackson, Tyrone Griffin, Marlon Barrow Moore, Kendrick Duckworth | Buffalo Gals de Malcolm McLaren                                                                     | 5:10  |
| 12. | 1 AM (Produit par Metro Boomin)                                                                                    | Jackson, Leland Wayne, David Axelrod, Brian Bailey, Melvin Bradford, Broadus, Andre Young                                                                                                | The Next Episode de Dr. Dre featuring Snoop Dogg, Nate Dogg et Kurupt                               | 2:37  |
| 13. | Thank God (Interlude) (featuring Big TC & RJ)                                                                      | Jackson | | 2:01  |
| 14. | Sorry Momma (featuring Ty Dolla Sign - Produit par Terrace Martin et DJ Mustard (co.))                             | Jackson, Terrace Martin, McFarlane, Griffin | | 5:05  |

| 16. | When I Was Gone (featuring RJ, Tee Cee, Charlie Hood, Reem Riches and Slim 400 Produit par DJ Mustard)                  | Jackson, McFarlane                                          | 3:21 |
| 17. | Bompton (Produit par DJ Mustard)                                                                                        | Jackson, McFarlane, Cohran                                  | 2:53 |
| 18. | My Nigga (Remix) (featuring Lil Wayne, Nicki Minaj, Meek Mill and Rich Homie Quan - Produit par DJ Mustard & Mike Free) | Lawson, Miller, Dwayne Carter, Onika Maraj, Robert Williams | 3:59 |

## Classements
| Classement (2014)                                 | Meilleure position |
| ------------------------------------------------- | ------------------ |
| Canada (Billboard)                                | 10                 |
| Belgique (Ultratop Wallonia)                      | 161                |
| Allemagne Albums (Offizielle Top 100)             | 94                 |
| Royaume-Uni R&B Albums(Official Charts Company)   | 9                  |
| Royaume-Uni Albums (Official Charts Company)      | 76                 |
| États-Unis (Billboard 200)                        | 2                  |
| États-Unis (Billboard Top R&B/Hip Hop Albums)     | 1                  |
| États-Unis ( Billboard Top Rap Albums (Billboard) | 1                  |

| Classement (2014)                    | Position |
| ------------------------------------ | -------- |
| États-Unis US Billboard              | 94       |
| États-Unis US Top R&B/Hip-Hop Albums | 21       |
| États-Unis US Top Rap Albums         | 9        |